# Towarzystwo Rozwoju Ziem Zachodnich
Towarzystwo Rozwoju Ziem Zachodnich (TRZZ) – organizacja społeczna powołana 26 maja 1957 r., będąca kontynuacją Polskiego Związku Zachodniego.

## Historia
TRZZ prowadziło badania i propagowało tematykę ziem zachodnich i północnych (Ziem Odzyskanych) uzasadniając prawa państwa polskiego do tych ziem i integracji Ziem Odzyskanych z pozostałymi obszarami kraju.
W 1962 roku Towarzystwo deklarowało przyrost liczby członków z 233 w 1957 r. do 130 tysięcy, zgrupowanych w 327 zarządów powiatowych i 3 tysiące kół, jak również 1963 „członków prawnych”.
W grudniu 1970 roku TRZZ zostało rozwiązane.